# 櫃坊
櫃坊，唐宋都市中代客寄存保管金银财物等贵重物品的私人商铺，保管柜称“僦柜”。
唐代中叶商品经济比较活跃，商人在全国各地从事商业活动，银钱交往数额巨大。城市中的官僚、富商为了安全或避免搬运的麻烦，个人贮运钱币多有不便，将金银财物存放在指定的商铺。由于藏器多用庞大而坚固的柜子, 柜上装有结实的铁锁，以此得名。唐代长安的东西两市多有设置。成为专门经营储蓄和支付货币业务的金融组织形式。开元初年就已经有了櫃坊，安史之乱前后非常发达，供富商巨贾、官僚、买官卖官者、放债之人储存金银财物，兼营典当业。